# Ostrá (Vysoké Tatry)
Ostrá je výrazný uzlový štít v rozsoše Kriváně. Její táhlý skalnatý hřeben lemuje Furkotskou dolinu ze západu. Z této, turistům dobře známé strany je těžko dostupná. Z opačné strany, z Doliny Suché vody je sice v principu snadno (chodecky) dosažitelná, ale přístup není možný – vedl by přes rezervaci se zákazem vstupu. Odtud vypadá mnohem plošší a sutinověji. Výhled je trochu limitován.
Název v podobě „Ostrý“ použil již Matej Bel, ale označoval širší skupinu.

## Topografie
Na východě ji Furkotské sedlo odděluje od Furkotského štítu, na západě Nefcerské sedlo od Krátké. Severní stěnou spadá do Nefcerské doliny, to je také rezervace. V dlouhém jižním hřebeni se nachází: Liptovská štrbina, Liptovská věž (2272 m), Liptovský chrbát, Kozí priehyba, Kozí hrb, Vyšný Kozí zárez, Kozia stěna, Kozí roh, Ostrá věž (S a J vrchol, 2129,1 m), Ostrý hrb, Ostrá věžička, Ostrá kopa, věžička nad štrbinou, Kopa nad Sedielkom, Sedielkový priechod a Sedielková kopa.

## Několik horolezeckých výstupů
- 1903 První přesně datovaný výstup provedli K. Englisch a P. Spitzkopf z Doliny Suché vody jihozápadním úbočím. Před nimi vystoupili na vrchol kartografové.
- 1907 Prvovýstup A. Martin a J. Franz st. hřebenem z Furkotského sedla, III.
- 1934 Prvovýstup z Furkota Z. Brull a Š. Zamkovského, IV.
- 1954 Prvovýstup severní stěnou J. Psotka a Z. Zibrín, jedno místo IV.

Množství těžkých cest (až do obtížnosti V–VI) vede na Ostrou věž, koziu stěnu a další věže v jižním hřebeni.

## Galerie

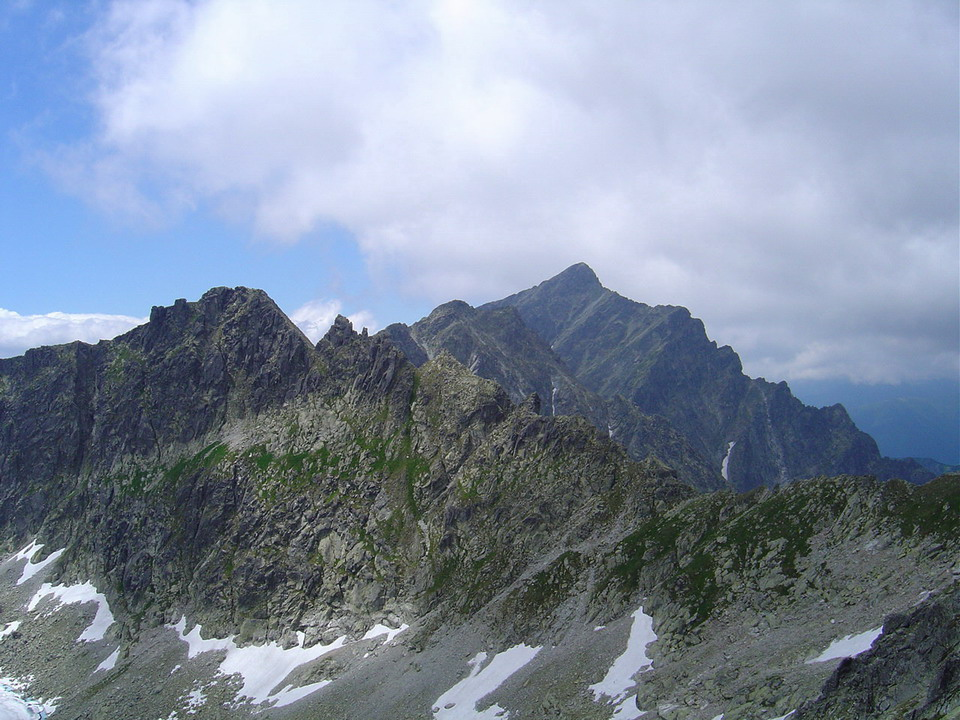
Zleva Ostrá, splývajíca Krátka a Kriváň s Ramenom Kriváňa.
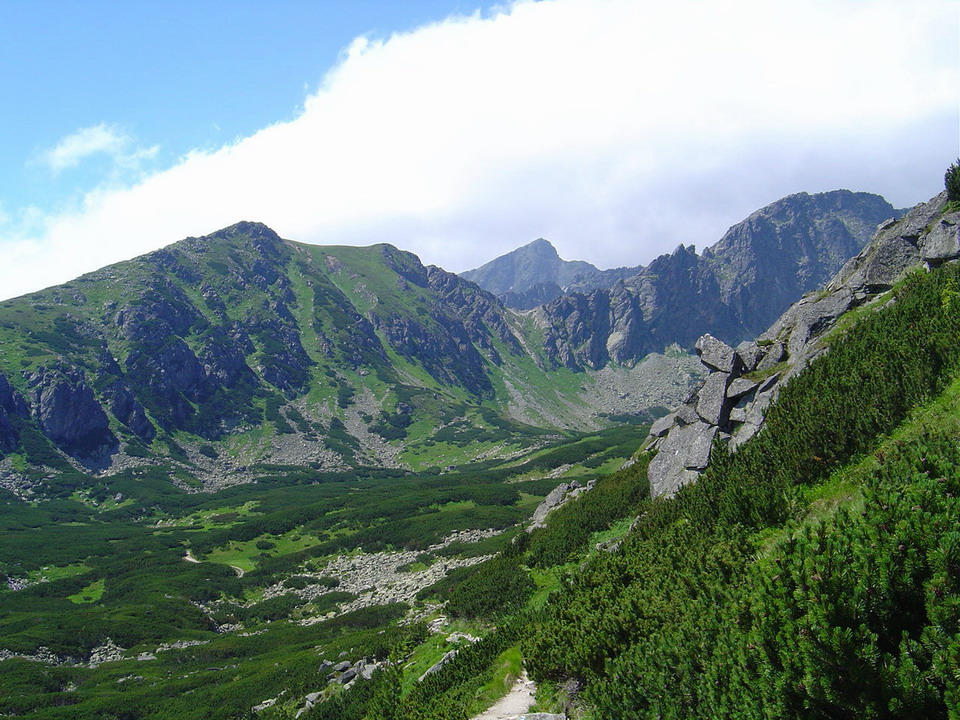
Zleva Sedielková kopa, Kriváň nad Sedielkovým priechodom, dvojzub Ostrej veže a Kozí hrb.
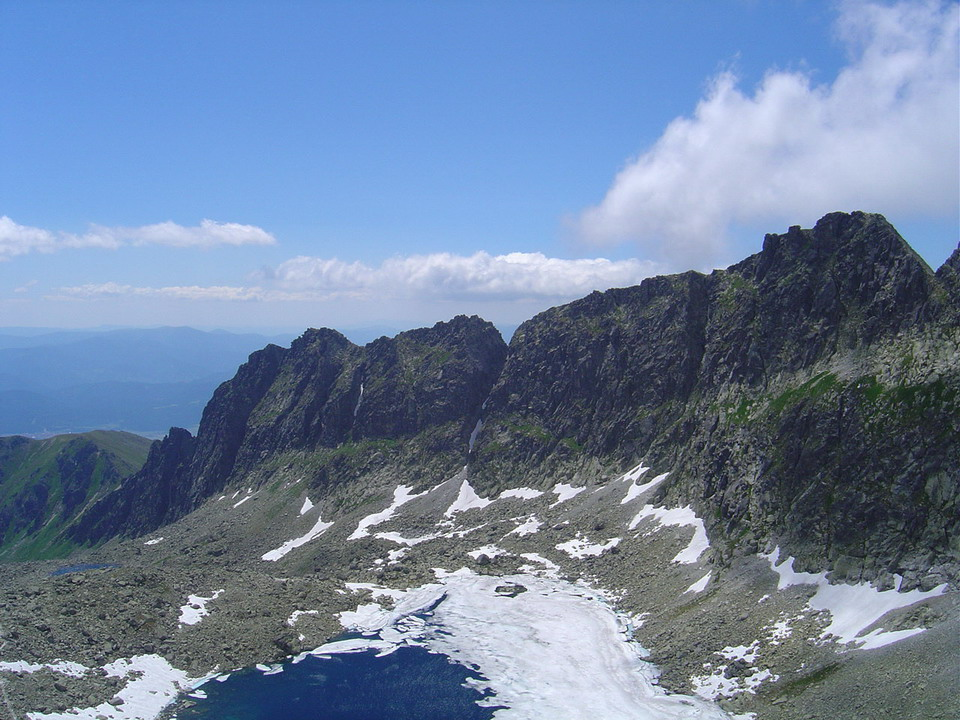
Zprava Ostrá a její táhlý hřeben, hluboká Liptovská štrbina, Liptovský chrbát, Kozí hrb s Koziou stenou, Ostrá veža a Sedielková kopa,